# Кубагушев, Айрат Минниахметович
Айрат Минниахметович Кубагушев  (1 февраля 1950 — 6 сентября 2021) — композитор,  фольклорист, музыкальный педагог. Заслуженный деятель искусств Российской Федерации (2009), заслуженный деятель искусств Республики Башкортостан (1995). Член Союза композиторов (1989).

## Биография
Кубагушев Айрат Минниахметович   родился  1 февраля 1950 года в с. Таймасово Кумертауского района БАССР (ныне — Куюргазинский район Башкирии). С детства играл на гармошке, курае, мандолине, баяне.
Учился в Уфимской школе-интернате N1. Служил в армии.   После службы в армии закончил Уфимское училище искусств (1976) по классу баяна, курая, композиция (педагог Мурат Хусаинович Ахметов).
В 1981 году окончил УГИИ (класс профессора З.Г.Исмагилова). По окончании института работал  музыкальным редактором  Гос. комитета БАССР по ТВ и радиовещанию.
С 1985 года работал зав. фольклорным кабинетом, с 1986 года - преподаватель, с 1996 года доцент, декан факультета башкирской музыки и зав. кафедрой традиционного музыкального исполнительства Уфимской государственной академии искусств имени Загира Исмагилова.
С 2002 года профессор.
Айрат Минниахметович  был инициатором возрождения игры на башкирских народных инструментах (думбыра, дунгур, кыл-кубыз и др.). Организатор оркестра башкирских народных инструментов (1992), факультета башкирской музыки в Уфимской государственной академии искусств имени Загира Исмагилова (1996), национального оркестра народных инструментов при Башкирской государственной филармонии им. Хусаина Ахметова (2001).
Скончался 6 сентября 2021 года в Уфе на 72-м году жизни. Похоронен в селе Таймасово Куюргазинского района.

## Сочинения
Опера «Шоңҡар» (1985, «Кречет»; по одноим. поэме Г. Саляма на собств. либр.), симфоническая поэма «Гильмияза» (1985), хоровая поэма «Тауҙар тураһында уйланыу» (1986; «Размышления о горах») на стихи Р.С.Назарова. Камерно-инструментальные произведения. Более 150 вокальных сочинений на стихи башкирских поэтов. Более 20 сочинений для оркестра башкирских народных инструментов, музыки к драматическим спектаклям, кинофильмам.
Нотировал более 250 и обработано более 200 башкирских народных песен и мелодий, издал учебно-методические пособия по башкирскому фольклору, национальному инструментарию, музыкальному репертуару училищ и детских музыкальных школ.

## Награды и звания
- Заслуженный деятель искусств Республики Башкортостан (1995)
- Заслуженный деятель искусств Российской Федерации (2009)[1]
- Лауреат республиканских конкурсов музыкальных произведений, посвященных 45-летию и 50-летию Победы в Великой Отечественной войне (1990, 1995) и 250-летию со дня рождения Салавата Юлаева (2004).